# Drouant
Drouant este un celebru restaurant parizian, fondat în 1880 de către Charles Drouant. El este situat în place Gaillon nr. 16-18 din arondismentul 2 al Parisului, în cartierul în care se află Opéra Garnier. Restaurantul Drouant găzduiește lunar (în prima zi de marți a fiecărei luni), începând din 1914, reuniunile membrilor juriului pentru acordarea premiului Goncourt și din 1926 și pe cele ale membrilor juriului pentru acordarea premiului Renaudot.
Bucătăriile restaurantului sunt conduse în prezent de bucătarul-șef Antoine Westermann.

## Istoric

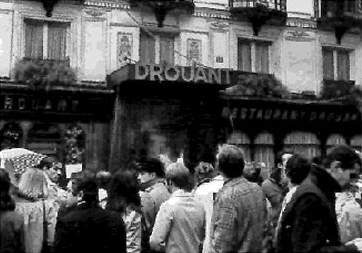
Restaurantul Drouant în 1956.

Restaurantul fondat în 1880 de alsacianul Charles Drouant a devenit la sfârșitul secolului al XX-lea un loc popular în rândul societății pariziene pentru degustarea de stridii pe care el le primea în fiecare săptămână la cumnatul său, ostreicultor breton. Fiul lui, Jean Drouant, a preluat administrarea restaurantului în 1914 și apoi nepotul acestuia din urmă, numit tot Jean Drouant, din 1946 până în 1976. Numele acestuia din urmă a fost dat școlii hoteliere situate pe rue Médéric în Paris, École hôtelière de Paris-Jean Drouant, care este acum numită lycée des métiers de l'hôtellerie Jean-Drouant.
El a decis în 1976 să vândă restaurant ce-i purta numele lui Robert Pascal, originar din Auvergne, care se angajase ca funcționar la Drouant și lucrase acolo timp de 40 de ani. Apoi restaurantul Drouant și-a schimbat de mai multe ori proprietarul între 1986 și 2006. Datorită bucătarului-șef Louis Grondard, Drouant a primit una, apoi două stele, în 1988 și 2005.
În 2006 bucătarul-șef alsacian Antoine Westermann, un compatriot și rudă a familiei Drouant, a devenit noul bucătar-șef și proprietar al localului, care a devenit astfel Drouant par Antoine Westermann.

## Restaurantul

### Bucătărie

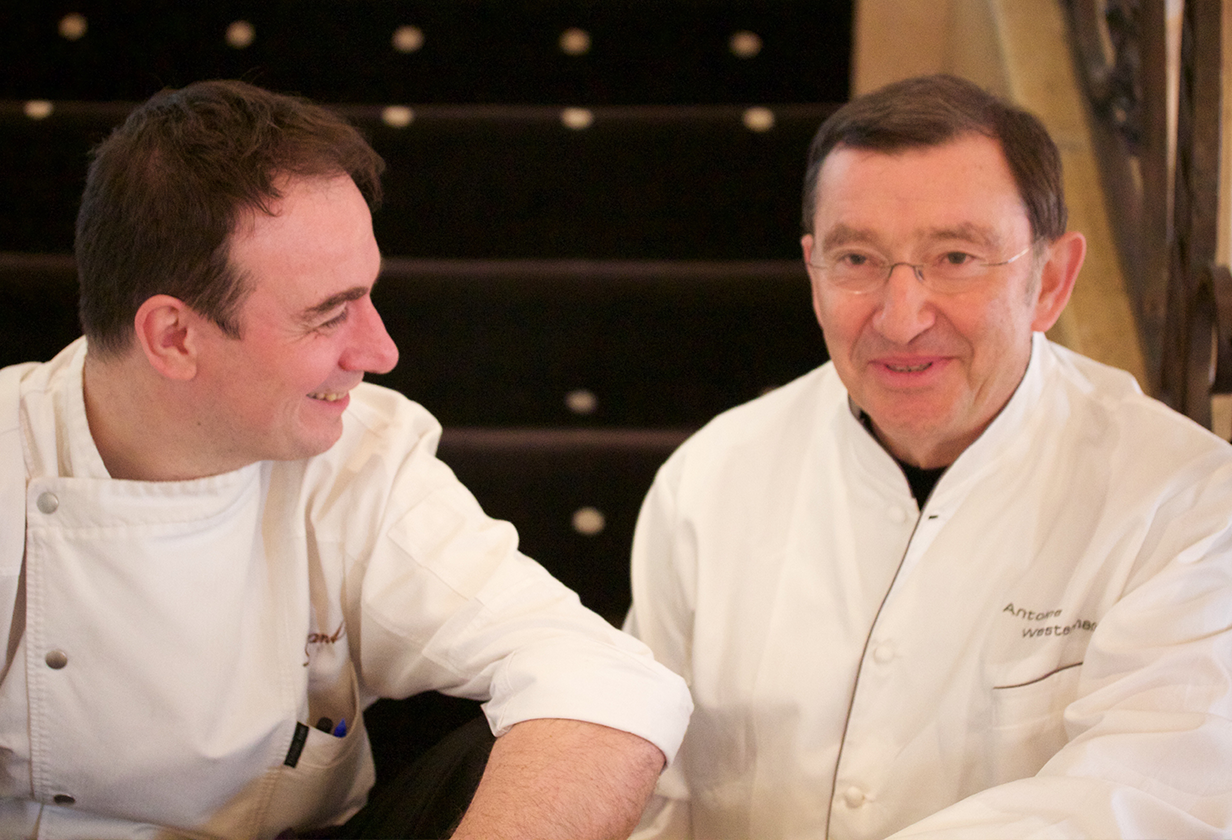
Antoine Westermann (în dreapta) și Antony Clemot.
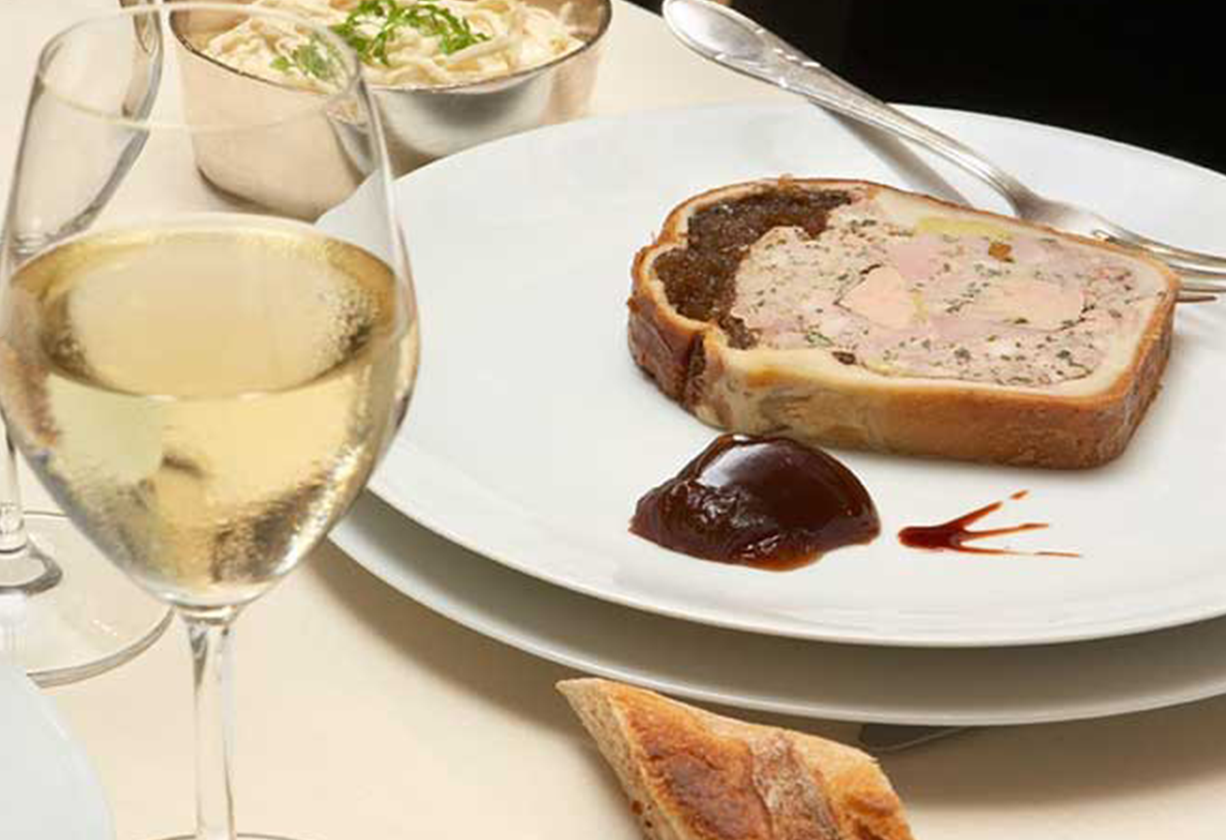
Pâté en croûte de Drouant.

Antoine Westermann asigură perenitatea localului într-un spirit de continuitate a marii tradiții a bucătăriei burgheze franceze. El pune accent pe respectarea tradiției servirii hors-d'œuvre, precum și pe gătirea produselor de sezon.
Antoine Westermann a încredințat conducerea bucătăriilor și restaurantului lui Antony Clemot. Intransigent în ceea ce privește calitatea produselor servite și a organizării servirii, acest tânăr bucătar-șef perpetuează spiritul clasic care simbolizează cultura gastronomică de la Drouant.

#### Câteva preparate emblematice
- Pâté en croûte
- Foie gras de rață cu vin de Porto
- Suprême de biblică, prăjită cu ciuperci și spanac à la crème
- Bouchée à la reine de Drouant
- File de Saint-Pierre prăjit cu fasole și ciuperci
- Pot-au-feu de Drouant[6]

### Decor
Partea de decor, saloanele de la etajele sunt încă acolo, iar camera de la parter are un decor luminos și liber într-un spirit de stil neo-clasic, proiectat de arhitectul Pascal Desprez.
Pentru a aniversa cei 100 de ani de când localul găzduiește reuniunile pentru acordarea premiului Goncourt, pereții sunt împodobiți din 2014 o citare gurmandă a fiecăruia din cei 10 membri ai juriului prezidat de Bernard Pivot.

## Premii literare
Jurații care acordă cele două premii (Goncourt și Renaudot), odată aleși, dispun de masă pe viață la Drouant.

### Goncourt

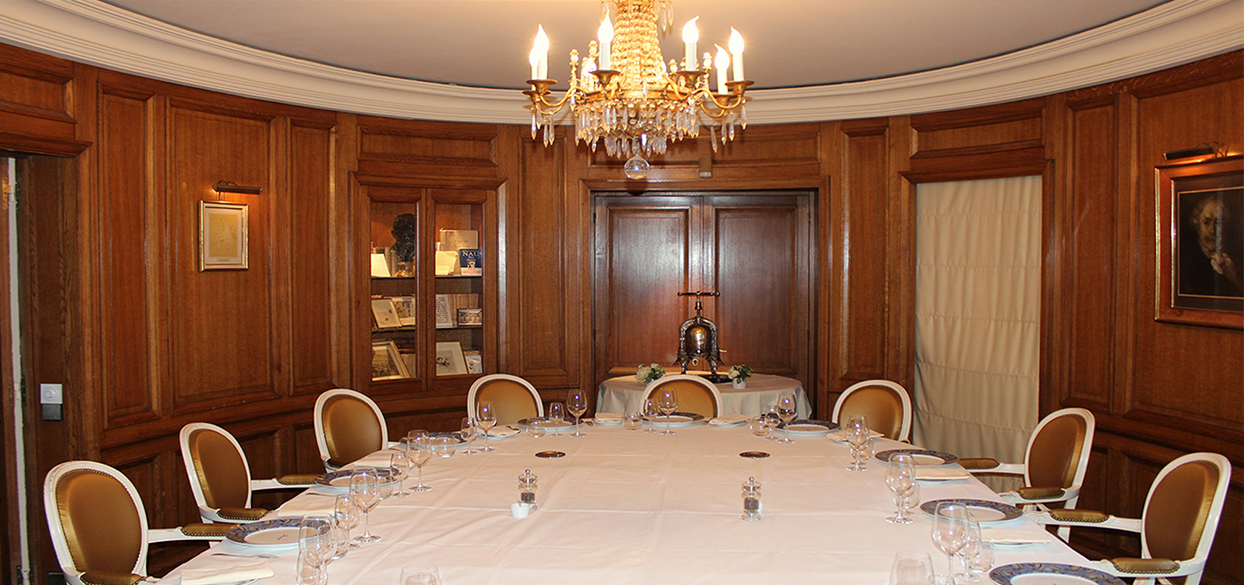
Salon Goncourt de la restaurantul Drouant.

Fondată în 1903 de către Edmond de Goncourt, Academia Goncourt este formată din zece membri aleși pe viață, care se reunesc, începând din 31 octombrie 1914, în prima zi de marți a lunii în salonul de la primul etaj al restaurantului Drouant (numitul Goncourt) pentru a discuta actualitățile literare. În septembrie, juriul premiului Goncourt anunță o primă și apoi o a doua selecție de cărți și decide în timpul mesei de prânz și a unei sesiuni de votare de la începutul lunii noiembrie câștigătorul premiului Goncourt al anului. Întregul proces de alegere are loc în salonul Goncourt al restaurantului.
Cei zece membri ai academiei Goncourt sunt cooptați de ceilalți membri și numiți pe viață. Ei nu sunt plătiți, obținând doar dreptul de a servi gratuit masa pe viață la Drouant.

#### Membrii Academiei
- Bernard Pivot, președintele juriului, membru din 2004
- Didier Decoin, din 1995
- Françoise Chandernagor,din 1995
- Éric-Emmanuel Schmitt, din 2016
- Tahar Ben Jelloun, din 2008
- Patrick Rambaud, din 2008
- Virginie Despentes, din 2016
- Pierre Assouline, din 2012
- Philippe Claudel, din 2012
- Paule Constant, din 2013

### Renaudot

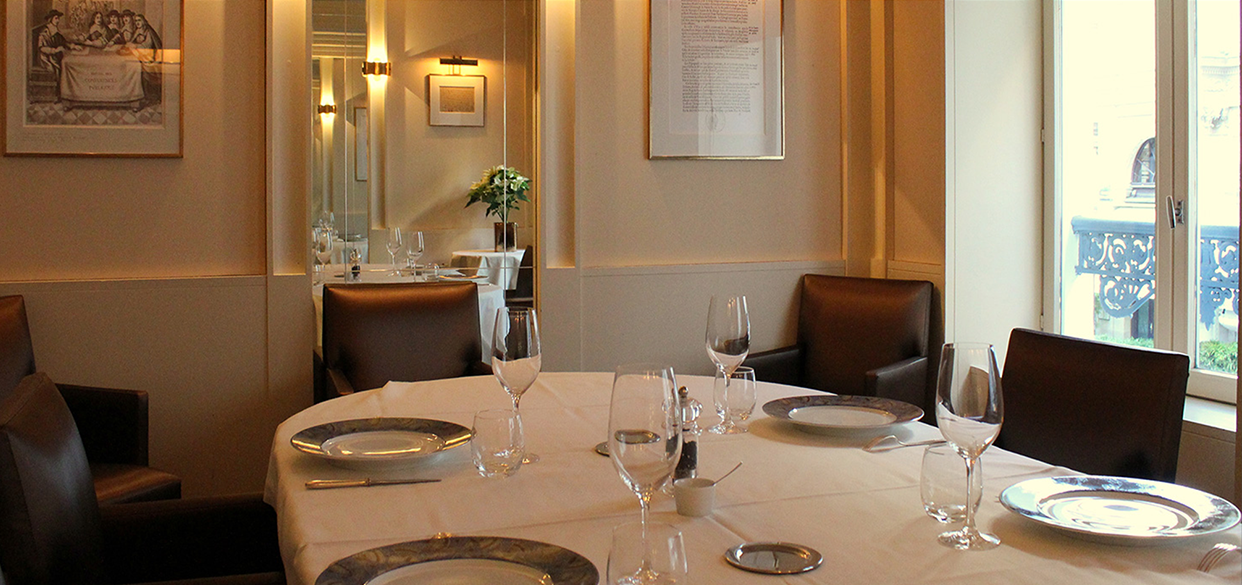
Salonul Renaudot de la restaurantul Drouant.

În 1926, în așteptarea rezultatelor, scriitorii au decis să instituie un premiu suplimentar care să fie ales în același loc ca și premiul Goncourt, premiul Renaudot. În plus, în afară de premiul principal, juriul acordă în fiecare an, începând din 2003, premiul Renaudot pentru eseu și, din 2009, premiul Renaudot pentru carte de buzunar. Există, de asemenea, din 1992 un premiu Renaudot pentru liceeni.

#### Membrii juriului
- Christian Giudicelli
- Dominique Bona
- Franz-Olivier Giesbert
- Georges-Olivier Châteaureynaud
- Jean-Marie Gustave Le Clézio
- Jean-Noël Pancrazi
- Louis Gardel
- Patrick Besson
- Jérôme Garcin
- Frédéric Beigbeder

## În cultura populară
- O scenă din filmul Prostănacul (1965) a fost turnată aici.[8]